# North Ormsby
North Ormsby is een civil parish in het bestuurlijke gebied East Lindsey, in het Engelse graafschap Lincolnshire. In 2001 telde het dorp 52 inwoners.
North Ormsby komt in het Domesday Book (1086) voor als 'Ormesbi'. Midden twaalfde eeuw werd een priorij van de Gilbertijnen gesticht in het dorp, dat toen ook wel Nun Ormsby werd genoemd. De priorij werd in 1538 opgeheven en thans rest er niet meer van dan wat grondwerken.